# Figee (onderneming)
Figee was de handelsnaam van een machinefabriek te Haarlem die zich ontwikkelde tot een internationaal opererende producent van hijskranen.

## Geschiedenis
De timmerman Hendrik Figee (Waddinxveen 1812 - Haarlem 1894) begint rond 1850 een eigen pakkistenmakerij in de Haarlemse binnenstad. Zijn oudste zoon Hendrik jr. (Haarlem 1838 - Haarlem 1907) wordt in 1860 mede-eigenaar van de machinebouw-afdeling die vanaf 1857 onder de firma Figee & Slingerland van start gaat. Zijn broers Jan en Thomas doen vervolgens hun entree in het vaderlijk bedrijf en in 1874 gaan zij gezamenlijk verder als Gebroeders Figee. Het bedrijf beweegt zich aanvankelijk op een breed terrein, van de vervaardiging van appendages (waarvoor men een kopergieterij exploiteert) tot de aanleg van smalspoor, vooral voor de aannemerij. Daarnaast is er reparatiewerk. Rond 1865 vervaardigt het bedrijf de eerste stoommachines. In 1867 komt een grote uitbreiding tot stand en kunnen grotere werken aangepakt worden: constructiewerk als bruggen, vuurtorens en draaischijven. In 1871 volgt de eerste kraan, een product dat vervolgens een specialiteit wordt. De in 1873 gestarte bouw van baggermolens wordt in 1883 in een aparte onderneming in het buitengebied ondergebracht, onder leiding van Thomas Figee: de scheepswerf Conrad. Het personeelsbestand zakt vervolgens even, van 200 in 1883 naar 178 in 1892 om vervolgens snel te groeien tot 305 in 1898. Met werktuigen voor de (natte) aannemerij als kleine baggermolens heimachines en grondwerktuigen als veenmengmachines is het bedrijf in de jaren 1880 bezig, Rond 1890 krijgt Figee een belangrijke tweede pijler, de elektrotechnische afdeling die behalve de aandrijving van de eigen kranen ook bewegingsinrichtingen van bruggen en sluizen e.d. levert. Deze afdeling, de firma P. H. ter Meulen te Amsterdam, wordt in 1896 ondergebracht in de nv.

## Twintigste eeuw

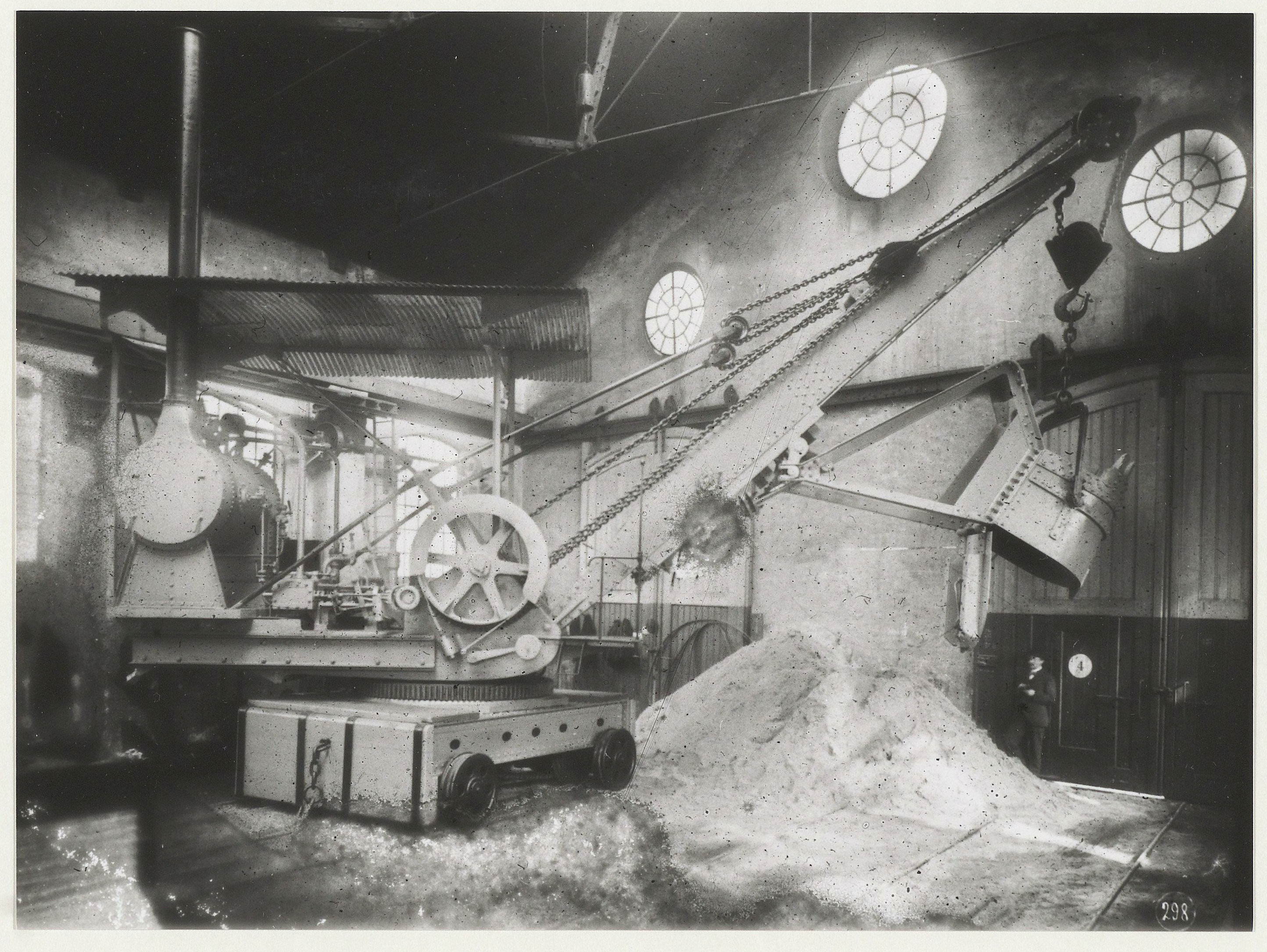
Stoomlepelgraafmachine voor Siberië bij beproeving in de werkplaats

De in 1896 in een nv omgezette onderneming wordt na het uittreden van Hendrik Figee een moderne, zakelijk geleide technische onderneming onder directie van hogere technici. Eén van hen was F.C. (Florentin Charles) Dufour (1867-1940).  Dufour was afgestudeerd ingenieur uit Delft. 
Naast kranen en liften en elektrische bewegingsinrichtingen vervaardigt men begin 20e eeuw ook apparatuur voor de koloniale nijverheid als theeverflensmachines, boortoestellen en hydraulische tabakspersen. Begin 1914 telt de onderneming 473 werklieden. Van 1913 tot 1921 verrijst een compleet nieuwe fabriek in de Waarderpolder aan het Noorder Buitenspaarne.
In de naoorlogse periode gaat het Figee de eerste tientallen jaren redelijk voor de wind. In 1953 worden 3 grote nieuwe hallen in gebruik genomen en er volgen diverse overnames. Zo wordt in 1962 het aandelenkapitaal van de Nederlandse Staalindustrie te Rotterdam overgenomen, in 1977 gevolgd door de overname van de Nederlandse Kraanbouw Maatschappij en het aandelenkapitaal van het in surseance verkerende Hembrug. Men specialiseert zich in drijvende kranen waarmee Figee internationaal succesvol is, maar een te wankele basis heeft. Rond 2000 verhuist het bedrijf naar Amsterdam. In 2005 gaat het failliet. De Zaanse firma Kenz neemt de naam Figee en een aantal werknemers over, en heet sindsdien KENZ-FIGEE.

## Mobiel erfgoed
Drie Figee-kranen zijn erkend als mobiel erfgoed en opgenomen in de buitencollectie van het Maritiem Museum Rotterdam. Het gaat om:
- een gele figeebalanskraan[4]
- een handbediende spilkraan uit 1892[5]
- een Wipkraan 12 (de 'Rode Figee') uit 1961[6]

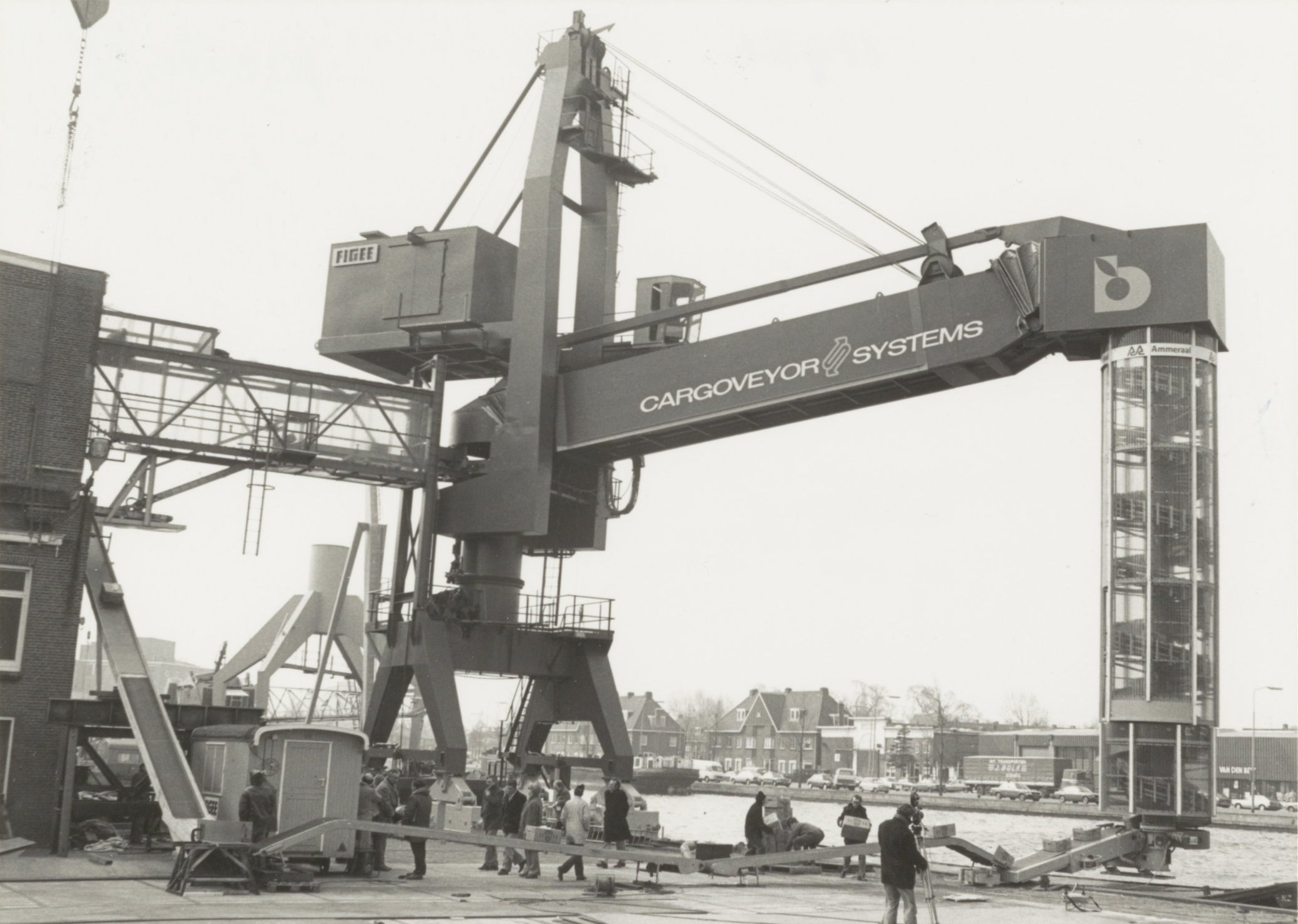
Bananenlosinstallatie
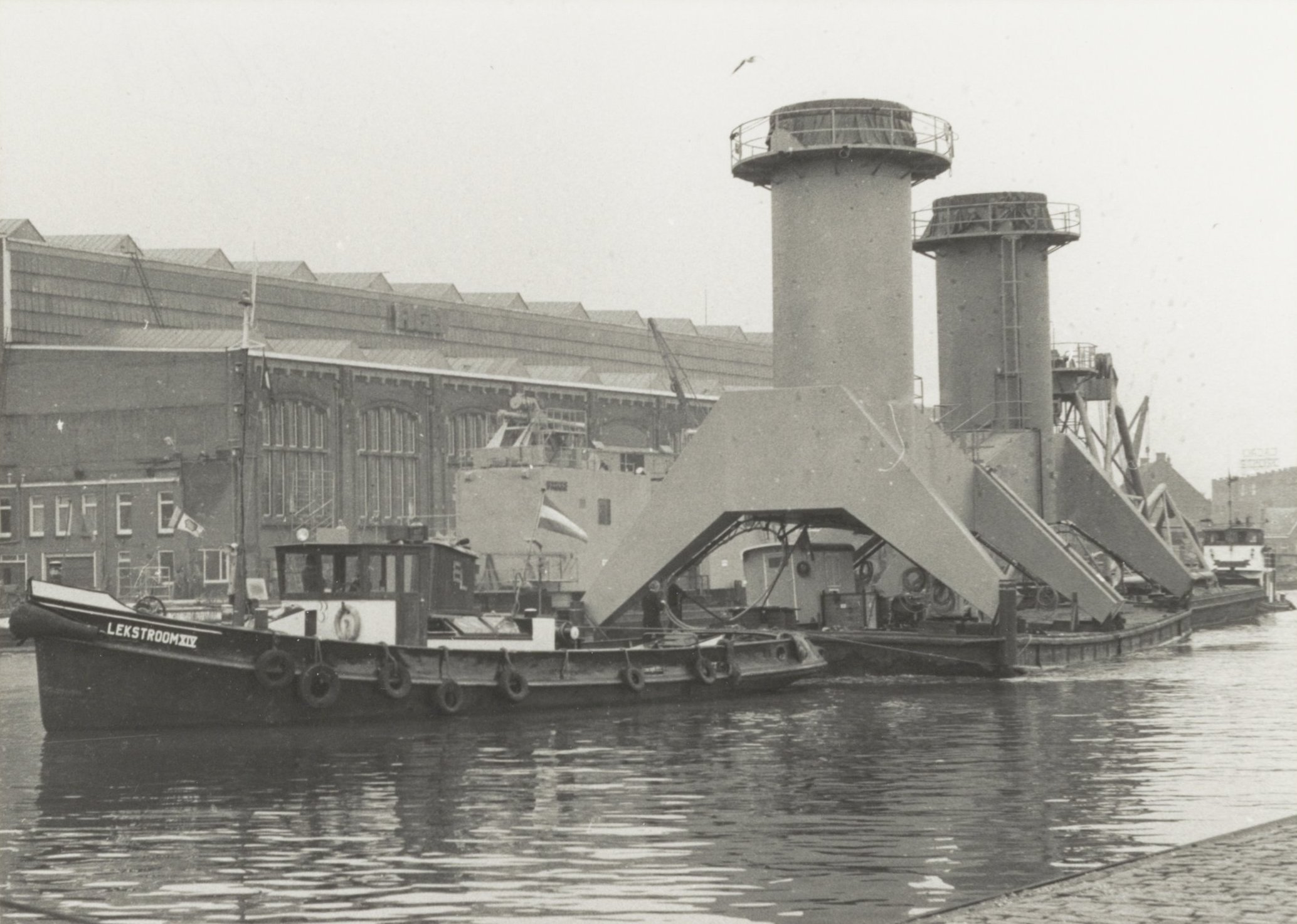
Pontons met onderdelen voor twee grijpkranen
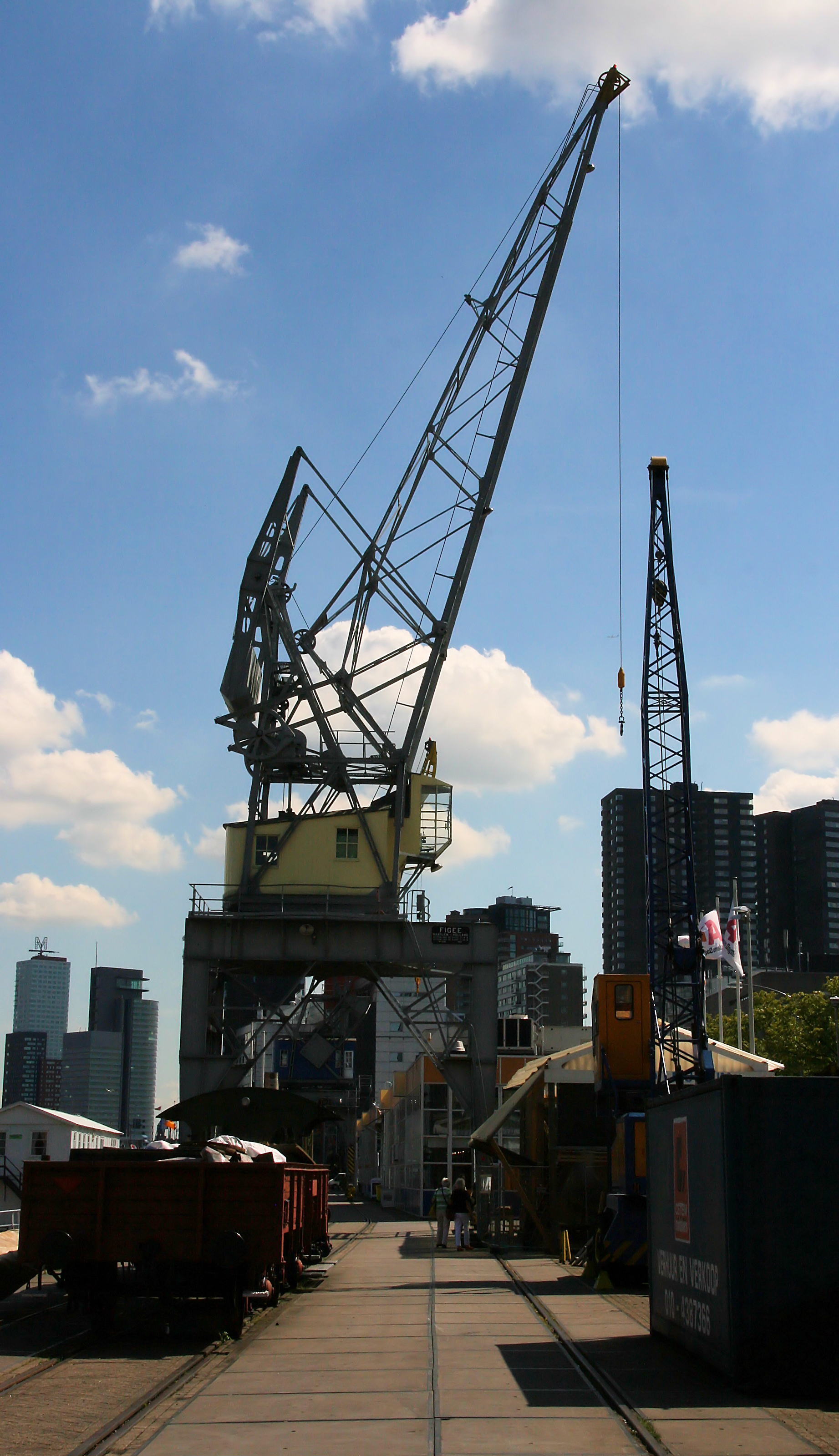
Gele balanskraan uit 1927 bij het Maritiem Museum in Rotterdam.
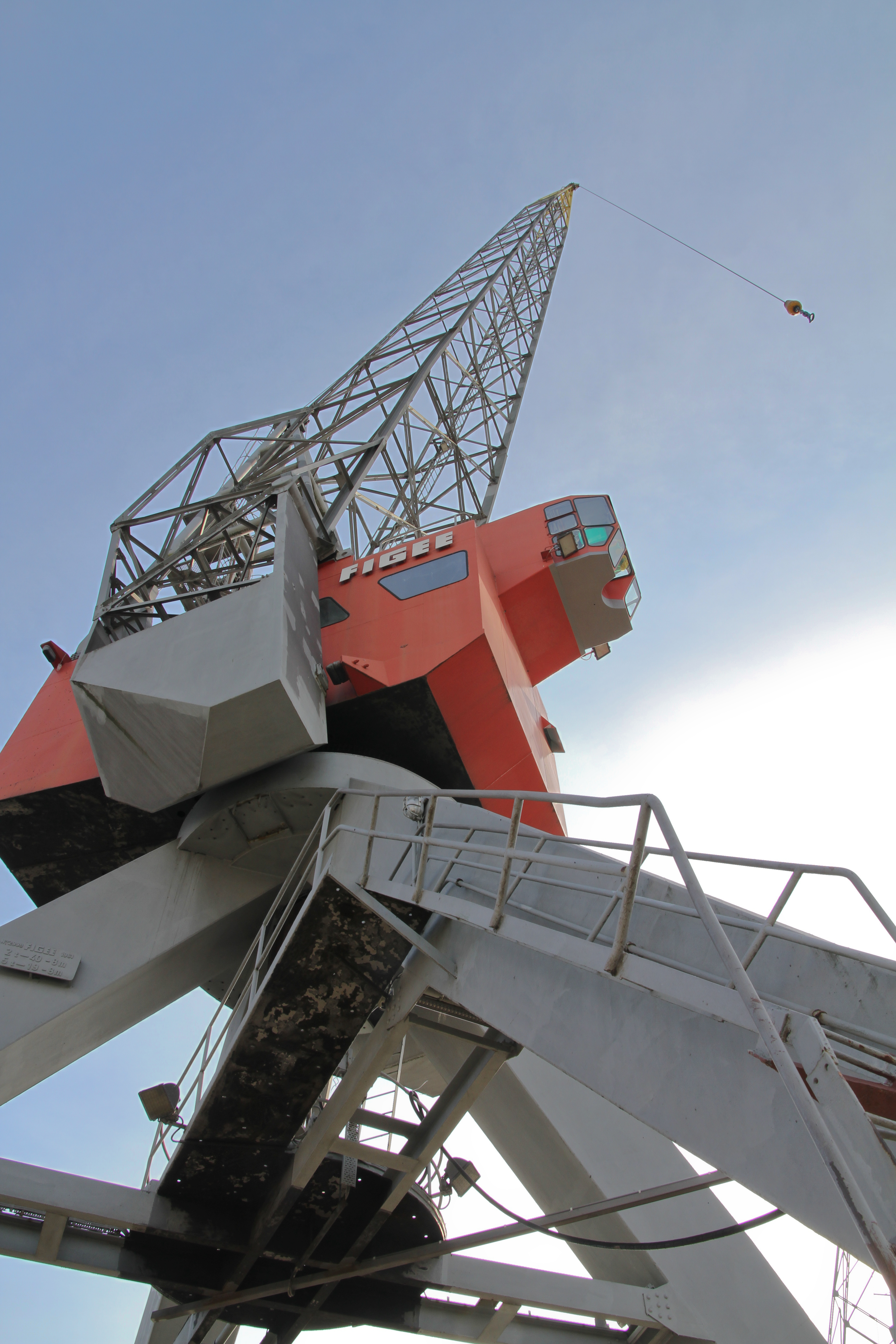
Rode wipkraan bij het Maritiem Museum uit 1961